# Бунгерт, Вильгельм
Вильгельм Пауль Бунгерт (нем. Wilhelm Paul Bungert; род. 1 апреля 1939, Мангейм) — немецкий теннисист-любитель, теннисный тренер и предприниматель, 4-я ракетка мира среди любителей в 1964 году. Рекордсмен сборной Германии по продолжительности выступлений и количеству сыгранных матчей в Кубке Дэвиса, финалист Уимблдонского турнира в одиночном разряде (1967) и чемпионата Франции в паре с Кристианом Кунке (1962), финалист Кубка Дэвиса со сборной ФРГ как игрок (1970) и как неиграющий капитан (1985).

## Биография
Вильгельм Бунгерт родился в 1939 году в Мангейме в семье строительного подрядчика. Начал играть в теннис в 12 лет, одновременно занимаясь также хоккеем, футболом и гандболом. В 15 лет Бунгерт выиграл свой первый теннисный турнир, а в 1957 году получил из рук Готфрида фон Крамма приз как самый многообещающий молодой игрок ФРГ. В 1958 году Бунгерт дебютировал в составе сборной ФРГ в Кубке Дэвиса, принеся команде очки во встречах с командами Нидерландов и Бельгии.
В 1961 году Бунгерт стал обладателем Кубка Центральной Европы среди юношей в возрасте до 23 лет, а также выиграл международный чемпионат Марокко. 1962 год был ознаменован его победой в национальном любительском чемпионате Германии во всех трёх разрядах — одиночном, мужском и смешанном парном. В этом же году они с ещё одним немцем Кристианом Кунке дошли до финала чемпионата Франции в парном разряде, проиграв там австралийской паре Рой Эмерсон-Нил Фрейзер. В результате Бунгерт стал первым немецким теннисистом со времён Второй мировой войны, попавшим в список десяти сильнейших любителей мира, публикуемый в конце каждого года британской газетой Daily Telegraph.
В 1963 и 1964 годах Бунгерт дважды подряд выходил в полуфинал на Уимблдонском турнире — после побед соответственно над первой и четвёртой ракетками турнира (Рой Эмерсон в 1963 и Рафаэль Осуна в 1964 годах). В 1964 году он также выиграл Международный чемпионат Германии, победив по ходу югослава Боро Йовановича и испанца Мануэля Сантану. По итогам сезона Бунгерт вторично попал в десятку лучших теннисистов мира, составляемую Daily Telegraph, причём занял в ней четвёртое место. Однако своего главного успеха Бунгерт достиг в 1967 году, когда дошёл на Уимблдоне до финала, став первым немцем, которому это удалось со времён довоенных успехов Готфрида фон Крамма. Там его с лёгкостью обыграл Джон Ньюкомб — матч закончился со счётом 6:3, 6:1, 6:1 в пользу австралийца; возможно, что на столь односторонний результат повлияло то, что Бунгерт был измотан тремя подряд пятисетовыми матчами, сыгранными на пути в финал. Тем не менее его игра удостоилась высоких похвал в лондонской «Таймс» (писавшей, что он «превратил теннис в искусство») и французской «Фигаро» (назвавшей немца «волшебником исключительного мастерства»).
За сборную ФРГ Бунгерт выступал до 1971 года, отыграв 43 матча за 14 лет — и первый, и второй показатели остаются рекордами сборной Германии вплоть до конца 2010-х годов. В 1966 и 1968 годах Бунгерт и Кунке выигрывали с западногерманской командой Европейскую зону Кубка Дэвиса, но оба раза терпели в межзональном турнире поражение от индийцев. Наконец, в 1970 году немцы, в третий раз столкнувшись с Индией в межзональном турнире, одержали убедительную победу со счётом 5:0, а затем в межзональном финале одолели команду Испании, за которую выступали два Маноло — Сантана и Орантес. В раунде вызова в Кливленде немцы, однако, не смогли противостоять действующим обладателям трофея — американцам, проиграв с сухим счётом.
Закончив выступления в 1970-е годы, Бунгерт с 1981 по 1986 год занимал пост капитана сборной ФРГ в Кубке Дэвиса. Под его руководством команда, в которой играли Борис Беккер, Михаэль Вестфаль и Андреас Маурер, вышла в финал в 1985 году, но проиграла шведской сборной с Матсом Виландером и Стефаном Эдбергом. На следующий год из-за конфликта с Беккером Бунгерт ушёл с должности капитана сборной. В XXI веке он владеет теннисным центром в городе Хильден, где вместе с ним работает его дочь Николь.

## Стиль игры
На протяжении всей игровой карьеры Вильгельм Бунгерт оставался любителем, для которого теннис был средством повидать мир. Вначале он совмещал выступления с учёбой на инженерном факультете, а в 1964 году бросил её и занялся оптовой торговлей спортивным оборудованием, переехав с молодой женой в посёлок Хохдаль под Дюссельдорфом и тратя по 14 часов в день на работу в своей фирме. Такой распорядок дня не позволял Бунгерту полноценно готовиться к соревнованиям, и он часто выходил на корт в плохой физической форме.
На корте Бунгерт демонстрировал блестящую интуицию, его удары часто были совершенно непредсказуемыми, и в лучшие дни он мог заставить большинство соперников «бегать по корту, как зайцев». С другой стороны, его подача даже для тех времён была слабой и, что не менее важно, её отличала непростительная для игрока высокого класса нестабильность; так, на триумфальном для себя Уимблдонском турнире 1967 года немец сделал за пять кругов перед финалом 74 двойных ошибки, а в 11 геймах на своей подаче в финале — ещё девять. На приёме Бунгерт использовал необычную и рискованную тактику, встречая поданные мячи не за лицевой линией корта, а ближе к сетке; это часто позволяло ему обводить подававшего соперника сразу после отскока, пока теннисист на противоположной стороне корта ещё только начинал выход к сетке. Его спортивные результаты были на редкость непостоянными — например, в 1963 году он победил в четвертьфинале Уимблдонского турнира признанного фаворита Роя Эмерсона, а через несколько недель (в первом круге Международного чемпионата Германии) проиграл никому не известному 16-летнему египтянину Исмаилу эль-Шафею. Перепады в уровне игры могли происходить даже от подачи к подаче; газета New York Herald Tribune писала, что он не даёт зрителям скучать ни секунды. За постоянное напряжение, в котором игра Бунгерта держала зрителей, немецкая пресса дала ему прозвище Grusel-Willi («Вилли-Жуть»).
Успехи Вильгельма Бунгерта, а также нескольких его товарищей по немецкой сборной, на международной арене привели к возрождению интереса к теннису в Западной Германии. Несколько лет подряд число членов Теннисной ассоциации Германии росло на десятки процентов ежегодно; в статье, приуроченной к 50-летию выхода Бунгерта в финал Уимблдонского турнира, Rheinische Post писала, что это превращение тенниса в Германии во всенародную игру стало залогом появления в этой стране таких звёзд тенниса 1980-х и 1990-х годов, как Штеффи Граф, Борис Беккер и Михаэль Штих.

## Финалы турниров Большого шлема за карьеру

### Одиночный разряд (0-1)
| Результат | Год  | Турнир              | Покрытие | Соперник в финале | Счёт в финале |
| --------- | ---- | ------------------- | -------- | ----------------- | ------------- |
| Поражение | 1967 | Уимблдонский турнир | Трава    | Джон Ньюкомб      | 2-6, 1-6, 1-6 |

### Мужской парный разряд (0-1)
| Результат | Год  | Турнир            | Покрытие | Партнёр        | Соперники в финале      | Счёт в финале |
| --------- | ---- | ----------------- | -------- | -------------- | ----------------------- | ------------- |
| Поражение | 1962 | Чемпионат Франции | Грунт    | Кристиан Кунке | Нил Фрейзер Рой Эмерсон | 3-6, 4-6, 5-7 |

## Финалы Кубка Дэвиса (0-1)
| Результат | Год  | Место проведения финала | Покрытие | Команда                  | Соперники в финале                   | Счёт |
| --------- | ---- | ----------------------- | -------- | ------------------------ | ------------------------------------ | ---- |
| Поражение | 1970 | Кливленд, США           | Хард     | ФРГ В. Бунгерт, К. Кунке | США Б. Лутц, К. Ричи, С. Смит, А. Эш | 0:5  |